# Плива (предузеће)
Плива (акроним "Производња лијекова и вакцина") је хрватска фармацеутска компанија са седиштем у Загребу. То је највећа фармацеутска компанија у јужној Европи, и трећи највећи извозник у Хрватској.

## Историја
Компанија је основана 1921. године у Каштелу код Карловца.
За време Бановине Хрватске Каштел је био повезан са Плибахом, што је скраћеница од  Производња лијекова Бановине Хрватске. Постепеним ширењем производње на основне сировине и вакцине, фабрика добија трајно име Плива, сачињено од почетних слова: Производња лекова и вакцина.
Плива развија, производи и продаје готове облике лекова и активних фармацеутских супстанци, а у свом портфељу чине генерички лекови и генерички лекови са додатном вредношћу, биогенерички лекови и цитостатици.
Владимир Прелог, добитник Нобелове награде за хемију, један је од оних научника који су радили у развојном тиму Пливе.
Тим стручњака научног института ове компаније, предвођен др. Слободаном Ђокићем, Горјаном Радобојом-Лазаревском, Зринком Тамбурашев и Габријелом Кобрехел, 1980. године откривена је формула хемијског једињења азитромицина, активне супстанце светски познатог антибиотик сумамед, један од најпродаванијих антибиотика, коју је Плива патентирала широм света 1981. укључујући и САД. Патент је истекао 2005. године. 
Највећа тржишта су Хрватска, САД и Русија. Следе Пољска, Украјина, Босна и Херцеговина, Чешка Република, Велика Британија, Казахстан и Мађарска,  где се извози више од 80% производа.